# Сако (Сондрио)
Сако је насеље у Италији у округу Сондрио, региону Ломбардија.
Према процени из 2011. у насељу је живело 258 становника. Насеље се налази на надморској висини од 703 м.